# Bomolocha exceptalis
Bomolocha exceptalis là một loài bướm đêm trong họ Noctuidae.